# Luciana Marcellini
Luciana Marcellini Hercolani-Gaddi (Roma, 12 gennaio 1948) è un'ex nuotatrice italiana.

## Biografia
Nata a Roma nel 1948, figlia del regista de La grande olimpiade, Romolo Marcellini, iniziò a nuotare a 9 anni.
A soli 12 anni partecipò ai Giochi olimpici di Roma 1960, nella gara dei 200 rana, venendo eliminata in batteria, chiusa al 7º e ultimo posto, con il tempo di 3'09"8, 26º totale. Fu la più giovane atleta in gara alle Olimpiadi italiane e una delle nuotatrici più giovani di sempre a partecipare ad un'Olimpiade.
Prese parte anche agli Europei del 1962 a Lipsia, in Germania Est.
È stata il primo socio donna nella storia dell'Aniene.